# 薩加塔烏帕齊拉
薩加塔乌帕齐拉是孟加拉国戈伊班達縣的一个乌帕齐拉，位於朗布爾专区的戈伊班達縣。。

## 人口
據1991年孟加拉國人口普查，薩加塔共有戶數43,464戶，人口232118人。其中男性佔比50.73%，女性佔比49.27%；成年人口105,508人。該地7歲以上人口之平均識字率為22.1%，低於全國平均值（32.4%）。